# Pascal-François-Joseph Gossellin

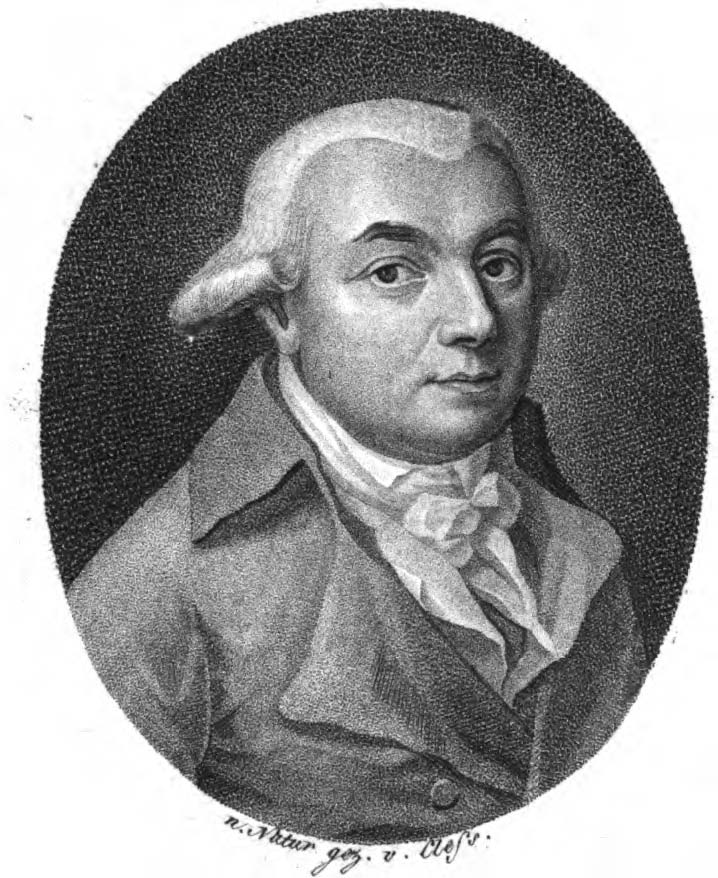
Pascal-François-Joseph Gossellin.

Pascal-François-Joseph Gossellin, född 6 december 1751 i Lille, död 8 februari 1830 i Paris, var en fransk geograf som främst ägnade sig åt forntidsgeografi. 
För att utreda oklara platser i det gamla romerska vägnätet företog Gossellin 1772-80 vidsträckta resor i Frankrike, Italien och Spanien. År 1784 blev han deputerad vid Conseil royal de commerce, 1789 ledamot av nationalförsamlingen, 1794 anställd i krigsministeriets topografiska avdelning, 1795 ledamot av Institut de France och slutligen 1799 konservator vid Cabinet des antiquités, en befattning vilken han behöll under kejsardömet och restaurationen. Av hans verk kan nämnas Géographie des Grecs analysée (1790), Recherches sur la géographie des anciens (1798-1813) och talrika arbeten inom forntidsgeografin i "Memoires de l'Académie des Inscriptions".